# Oakdale (California)
Oakdale, fundada en 1906, es una ciudad ubicada en el condado de Stanislaus en el estado estadounidense de California. En el año 2006 tenía una población de 20,084 habitantes y una densidad poblacional de 1,183.4 personas por km².

## Geografía
Oakdale se encuentra ubicada en las coordenadas 37°46′N 120°50′O / 37.767, -120.833. Según la Oficina del Censo, la ciudad tiene un área total de 13,1 km² (5,1 mi²), de la cual 13 km² (5 mi²) es tierra y 0,1 km² (0 mi²) (0.79%) es agua.

## Demografía
Según la Oficina del Censo en 2000 los ingresos medios por hogar en la localidad eran de $39,338, y los ingresos medios por familia eran $44,024. Los hombres tenían unos ingresos medios de $40,494 frente a los $24,747 para las mujeres. La renta per cápita para la localidad era de $17,019. Alrededor del 11.3% de la población estaban por debajo del umbral de pobreza.